# William Judge
William Quan Judge (Dublín, Irlanda, 13 de abril de 1851 - Nueva York, 21 de marzo de 1896), fue unabogado irlandés que fue uno de los tres principales fundadores de la Sociedad Teosófica. 

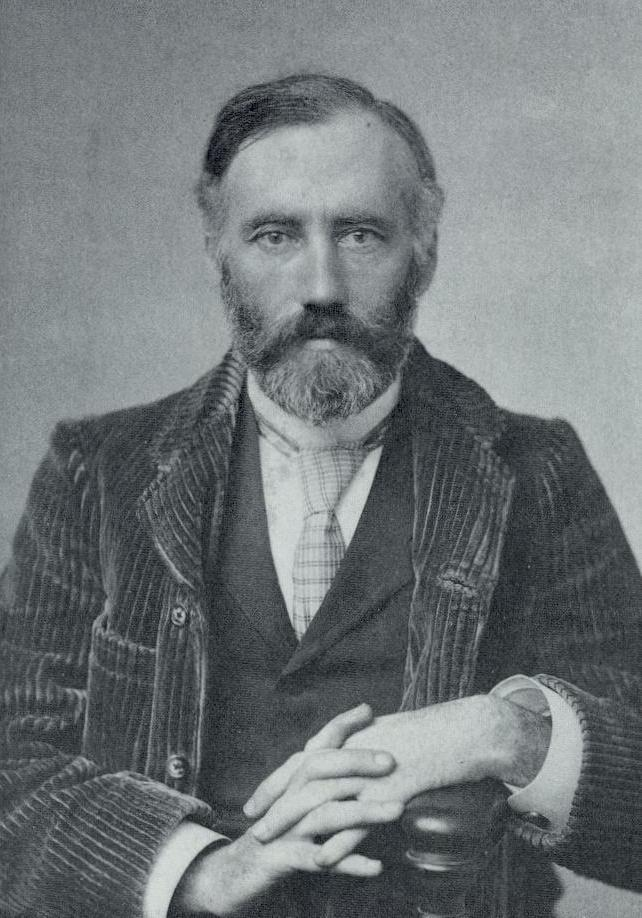
William Quan Judge (David Lloyd)

Entusiasmado con el estudio del ocultismo y el espiritismo, Judge viajó a Estados Unidos, donde conoció a su gran amiga y Maestra Helena Blavatsky y a Henry Olcott.
En 1875 participó en la fundación de la Sociedad Teosófica en Nueva York y fue su presidente de la sección nacional desde 1886 hasta su muerte.
Tras la muerte de Helena Blavatsky fue duramente atacado por permanecer fiel a las enseñanzas de los Mahatmas y enfrentarse a la autoproclamada nueva líder de la Sociedad Teosófica Annie Besant, quien ya se había hecho ganar la simpatía de los brahmanes teósofos de Adyar y del mismo Coronel Olcott.
En 1895 la Convención Anual de la Sociedad Teosófica apoyó su causa y se le autorizó la fundación de una sección independiente en Norteamérica, de la que fue nombrado presidente.
Durante esos años y hasta su muerte, Judge continuó escribiendo las instrucciones que seguía recibendo de los Mahatmas, escritos que él mismo firmó bajo el seudónimo de David Lloyd y que serían utilizados años más tarde por Guy Ballard para la creación del Movimiento de la "Actividad Yo Soy"
Después de la muerte de Blavatsky en 1891 Judge entró en disputas con Olcott y Besant, a quienes él consideraba que se habían desviado de las enseñanzas originales de los Mahtamas. Como resultado él finalizó su asociación con Olcott y Besan durante 1895 y se separó junto con la mayor parte de la Sección Americana de la Sociedad Teosófica. A pesar de ser atacado por los seguidores de Besant, pudo establecer dirigir la nueva organización hasta su muerte, que ocurrió un año después en Nueva York, haciéndose cargo entonces Katherine Tingley. Esta Sociedad Teosófica estableció su Sede Internacional en Pasadena, California.

## Enlaces relacionados
Foro Teósofos
Sociedad Teosófica de Pasadena
United Lodge of Theosophists
Judge en Biblioteca Upasika
- Datos: Q548776
- Multimedia: William Quan Judge / Q548776